# آقای هنشاو عزیز
آقای هنشاو عزیز (انگلیسی: Dear Mr. Henshaw) یک رمان مخصوص نوجوانان نوشته بورلی کلی‌یری و تصویرگری پل او. زلینسکی است که در سال ۱۹۸۴ مدال نیوبری را دریافت کرد. بر اساس یک نظرسنجی آنلاین در سال ۲۰۰۷، انجمن آموزش ملی این کتاب را به‌عنوان یکی از ۱۰۰ کتاب برتر معلمان برای کودکان فهرست کرد.

## خلاصه داستان
هر سال، لی بوتس نامه‌ای به نویسنده مورد علاقه خود، بوید هنشاو می‌نویسد. در کلاس ششم، در کلاس لی، دانش‌آموزان وظیفه دارند برای نویسندگان مورد علاقه خود نامه بنویسد.